# موتورولا مينغ (موبايل)
موتورولا مينغ (بالإنجليزية: Motorola Ming)‏ هو هاتف ذكي من موتورولا، تم طرحه في الأسواق في ديسمبر 2005.

## الخصائص
- الكاميرا الخلفية: 2 ميجابكسل
- الشاشة: شاشة لمس إل سي دي 240×320
- الوزن: 122 غ (4.3 أونصة)
- الذاكرة: 8 ميجابايت